# Jodimellahalli, Yelandur
Jodimellahalli là một làng thuộc tehsil Yelandur, huyện Chamarajanagar, bang Karnataka, Ấn Độ.